# Бродово-Бомболи
Бродово-Бомболи (пол. Brodowo-Bąboły) — село в Польщі, у гміні Вінниця Пултуського повіту Мазовецького воєводства.
Населення — 49 осіб (2011).
У 1975-1998 роках село належало до Цехановського воєводства.

## Демографія
Демографічна структура станом на 31 березня 2011 року:
|          | Загалом | Допрацездатний вік | Працездатний вік | Постпрацездатний вік |
| -------- | ------- | ------------------ | ---------------- | -------------------- |
| Чоловіки | 25      | 6                  | 17               | 2                    |
| Жінки    | 24      | 5                  | 12               | 7                    |
| Разом    | 49      | 11                 | 29               | 9                    |